# Aurieyall Scott
Aurieyall Scott (née le 18 mai 1992 à Atlanta) est une athlète américaine, spécialiste des épreuves de sprint. 

## Biographie
Elle participe aux Universiades d'été de 2013, à Kazan en Russie. Elle y remporte la médaille d'or du 100 mètres et la médaille d'argent du relais 4 × 100 m. Sixième des Championnats des États-Unis, où elle établit le temps de 10 s 96 sur 100 m, elle fait partie du relais 4 x 100 m américain lors des championnats du monde 2013, à Moscou, mais elle ne prend pas part aux compétitions.

### Palmarès
| Date | Compétition | Lieu  | Résultat | Épreuve   | Temps   |
| ---- | ----------- | ----- | -------- | --------- | ------- |
| 2013 | Universiade | Kazan | 1re      | 100 m     | 11 s 28 |
| 2013 | Universiade | Kazan | 2e       | 4 × 100 m | 43 s 54 |

### Records
| Épreuve | Performance         | Lieu       | Date         |
| ------- | ------------------- | ---------- | ------------ |
| 100 m   | 10 s 96 (+ 2,0 m/s) | Des Moines | 21 juin 2013 |
| 200 m   | 22 s 46 (+ 1,5 m/s) | Des Moines | 22 juin 2013 |